# Lecointea lasiogyne
Lecointea lasiogyne là một loài thực vật có hoa trong họ Đậu. Loài này được (Barneby) M. Yu. Gontsch. & Yakovlev mô tả khoa học đầu tiên năm 2006.